# Напрусево
Напрусево (пол. Naprusewo) — село в Польщі, у гміні Островіте Слупецького повіту Великопольського воєводства.
Населення — 214 осіб (2011).
У 1975-1998 роках село належало до Конінського воєводства.

## Демографія
Демографічна структура станом на 31 березня 2011 року:
|          | Загалом | Допрацездатний вік | Працездатний вік | Постпрацездатний вік |
| -------- | ------- | ------------------ | ---------------- | -------------------- |
| Чоловіки | 106     | 16                 | 78               | 12                   |
| Жінки    | 108     | 21                 | 59               | 28                   |
| Разом    | 214     | 37                 | 137              | 40                   |